# کسمیرو تورس
کسمیرو تورس (اسپانیایی: Casimiro Torres Carrasco‎؛ زادهٔ ۱۹۰۶ - درگذشته نامعلوم) یک بازیکن فوتبال اهل شیلی است.

## تیم ملی
وی همچنین در تیم ملی فوتبال شیلی بازی کرده است.